# Консултативна психология
Консултативна психология е психологическа специалност, която обхваща изследвания и приложна работа в няколко обширни области: процес на консултиране и резултати, супервизия и обучение, развитие и консултиране в областта на кариерата, превенция и здраве.
Няколко обединяващи теми сред консултиращите психолози включват фокус върху предимствата и силните страни, интеракциите в средата около индивида, обучение и кариерно развитие, кратки взаимодействия и т.н. В САЩ основните научни списания в тази професия са „Списание за консултативна психология“ (Journal of Counseling Psychology) и „Консултативен психолог“ (The Counseling Psychologist).